# Tipula mediterranea
Tipula mediterranea är en tvåvingeart som beskrevs av Paul Lackschewitz 1930. Tipula mediterranea ingår i släktet Tipula och familjen storharkrankar. Inga underarter finns listade i Catalogue of Life.